# Паттерсон, Персиваль Джеймс
Персиваль Ноэль Джеймс Паттерсон (англ. Percival Noel James Patterson, род. 10 апреля 1935 года) — ямайский политик и седьмой премьер-министр Ямайки с 1992 по 2006 год (дольше всего в истории страны). До февраля 2006 года он был руководителем ямайской Народной национальной партии.
Окончил Университет Вест-Индии.